# Semen apterum
Semen apterum är en stekelart som beskrevs av Hoffer 1954. Semen apterum ingår i släktet Semen och familjen sköldlussteklar.
Artens utbredningsområde är:
- Tjeckien.
- Slovakien.
- Ungern.
- Spanien.
- Turkmenistan.
- Moldavien.
- Ukraina.

Inga underarter finns listade i Catalogue of Life.